# Farley Mowat
Farley McGill Mowat OC, né à Belleville en Ontario, le 12 mai 1921 et mort à Cobourg le 6 mai 2014,, est un écrivain canadien, engagé dans la défense de l'environnement.

## Vie et engagement
Il grandit à Saskatoon et, ayant beaucoup d'amour pour les animaux, a des oiseaux et un alligator chez lui. Après son service durant la Seconde Guerre mondiale (il a reçu plusieurs médailles militaires), il travaille pour l'université de Toronto. Il écrit de nombreux ouvrages sur la nature, l'archéologie ou la vie Inuit. Son premier livre portait sur les Esquimaux, plus particulièrement les Esquimaux caribous. Farley Mowat a particulièrement amené à une modification de la perception du loup, notamment dans Mes amis les loups (Never Cry Wolf, 1963), qui fait référence à son séjour dans le Nord canadien, livre adapté en film sous le titre Un homme parmi les loups (1983).
Ce livre a été critiqué lors de sa publication par Frank Banfield, naturaliste canadien, comme un « mélange fascinant de faits et d'imagination ». Prédisant qu'aucune histoire n'aurait autant d'influence sur l'attitude humaine envers les loups depuis le conte du Petit Chaperon rouge, Banfield conclut : « j'espère que les lecteurs de Never Cry Wolf se rendront compte que les deux histoires ont à peu près le même contenu factuel ».
Mowat a soutenu l'association écologiste Sea Shepherd Conservation Society qui baptisa un navire à son nom, le Farley Mowat. Marié à Claire Wheeler, il a eu deux fils, Sandy et David.

## Œuvres
- People of the Deer (1952) Publié en français sous le titre Mœurs et coutumes des Esquimaux caribous, traduit par Nina Robinot, éd. Payot, 1953, 312 p.
- The Regiment (1955)
- Lost in the Barrens (1956) Publié en français sous le titre Perdus dans le grand Nord, traduit par ?, éd. Robert Laffont, 1974, 242 p.
- The Dog Who Wouldn't Be (1957)
- Coppermine Journey: An Account of a Great Adventure (1958)
- Grey Seas Under: The Perilous Rescure Missions of a North Atlantic Salvage Tug (1959)
- The Desperate People (1959)
- Ordeal by Ice (1960)
- Owls in the Family (1961) Publié en français sous le titre Deux grands ducs dans la famille, traduit par Paule Daveluy, éd. Presses de l'Éclaireur, 1980, 80 p.
- The Serpent's Coil: An Incredible Story of Hurricane-Battered ships the Heroic Men Who Fought to Save Them (1961) Publié en français sous le titre Ouragan aux Bermudes, traduit par Christian Pettré, éd. Éditions du "Pen-Duick", 1979, 220 p.
- The Black Joke (1962) Publié en français sous le titre Une goélette nommée Black Joke, traduit par Michel Caillol, éd. Pierre Tisseyre, 1982, 214 p.
- Never Cry Wolf (1963), Toronto, McClelland and Stewart, 247 p. Publié en français sous le titre Mes amis les loups, traduit par François Ponthier, éd. Arthaud, 1974, 251 p. ; réédition, Castor Poche no 81, 1984
- West Viking (1965)
- The Curse of the Viking Grave (1966) Publié en français sous le titre La malédiction du tombeau viking, traduit par Maryse Côté, éd. Pierre Tisseyre, 1980, 194 p.
- Canada North (1967)
- The Polar Passion (1967)
- This Rock Within the Sea: A Heritage Lost (1968)
- The Boat Who Wouldn't Float (1969) Publié en français sous le titre Fleur de passion: le bateau qui ne voulait pas flotter, traduit par François Ponthier, éd. Arthaud, 1971, 256 p; éd. L. Rombaldi, 1974, 317 p.; réédition , Hoëbeke, 1998; réédition, Folio no 5944, 2015
- Sibir: My Discovery of Siberia (1970)
- World of Farley Mowat (1970)
- A Whale for the Killing (1972) Publié en français sous le titre Mort à la baleine, traduit par Christophe Bernard, éd du Boréal, collection "L'Œil américain", 2022, 264 p.
- Tundra: Selections from the Great Accounts of Arctic Land Voyages (1973)
- Wake of the Great Sealers (1973)
- The Snow Walker (1975)
- Canada North Now: The Great Betrayal (1976)
- And No Birds Sang (1979)
- Sea of Slaughter (1984)
- My Discovery of America (1985)
- Virunga: The Passion of Dian Fossey (1987)
- Woman in the Mists: The Story of Dian Fossey (1987) Publié en français sous le titre Dian Fossey au pays des gorilles, traduit par Rose Pindel, éd. Éditions de la Seine, 1989, 369 p. ; réédition, J'ai Lu no 2728, 1990
- The New Founde Land (1989)
- My Father's Son (1993)
- Born Naked (1994)
- Aftermath: Travels in a Post-War World (1995)
- Rescue the Earth!: Conversations with the Green Crusaders (1998)
- The Alban Quest The Search for a Lost Tribe (1999)
- The Farfarers: Before the Norse (2000) Publié en français sous le titre Les hauturiers : ils précédèrent les Vikings en Amérique, traduit par Agnès Guitard, éd. Éditions XYZ, 2000, 421 p.
- Walking on the Land (2000)
- High Latitudes: An Arctic Journey (2002)
- No Man's River (2004)

## Prix et distinctions
- 1953 : Prix Anisfield-Wolf pour People of the Deer (Mœurs et coutumes des Esquimaux caribous)
- 1958 : (international) « Honnor List »[5], de l' IBBY, pour Lost in the Barrens (Perdus dans le grand Nord)